# 다닐 예이보크
다닐 올레고비치 예이보크(우즈베크어: Daniil Olegovich Yeybog, 러시아어: Дании́л Оле́гович Ейбог, 1997년 3월 20일~)는 러시아 태생 우즈베키스탄의 쇼트트랙 선수이다. 2022년 동계 올림픽에 참가했고 유럽 선수권 대회에서 금메달 1개, 동메달 1개를 획득했다.